# Nemanja Mitrović
Nemanja Mitrović (Sarajevo, 27 luglio 1990) è un ex cestista bosniaco con cittadinanza canadese.

## Carriera
Dopo quattro stagioni alla University of Portland, ha giocato la sua prima stagione da professionista con il Kavala, con cui ha disputato 25 partite nella massima serie greca. Il 30 settembre 2013 si trasferisce ufficialmente alla Sutor Basket Montegranaro in Serie A.
Dal 2012 gioca in Nazionale, avendo esordito in occasione delle qualificazioni a EuroBasket 2013